# Пучков Сергій Валентинович
Сергі́й Валенти́нович Пучко́в (нар. 17 квітня 1962, Лутугине) — український футбольний тренер. У минулому — радянський та український футболіст.

## Кар'єра гравця
Вихованець футболу Луганщини. З 1974 року — у Ворошиловградському спортінтернаті. Перший тренер — В. Смирнов. У дорослому футболі дебютував 1979 року у складі луцького «Торпедо». Згодом переїхав до Одеси, де захищав кольори «Чорноморця» та місцевого СКА. З 1983 року грав за дніпропетровський «Дніпро», у складі якого виграв чемпіонат СРСР 1988 року та Кубок СРСР у 1989. У 1990 році знову виступав за «Чорноморець», а в 1991 — за запорізький «Металург».
1991 року переїхав до Німеччини, де грав за нижчолігові команди «Шталь» (Бранденбург) та «Бінім» (Потсдам), згодом, у 1994 виступав у російському клубі «КАМАЗ» та ізраїльському «Хапоель» (Беер-Шева). 1995 року повернувся до України, виступав у складі клубів СК «Миколаїв» та «Металург» (Маріуполь). 1997 року грав у першості Азербайджану за бакінський «Араз».
Повернувся у футбол після тривалої паузи у 2002 році, відіграв 12 ігор у складі команди «Гірник-спорт», яка стала останньою у його ігровій кар'єрі.
Свого часу залучався до виступів за молодіжну збірну СРСР, у складі якої провів 13 ігор та забив 1 гол.

## Кар'єра тренера
На тренерську роботу перейшов у 2000 році, працював з СК «Миколаїв», ФК «Черкаси» та херсонським «Кристалом». Протягом 2005—2008 років очолював тренерський штаб ФК «Севастополь», який під керівництвом Пучкова з одного з аутсайдерів другої ліги чемпіонату України перетворився на одного з лідерів першої ліги.
Успіхи на посаді головного тренера «Севастополя» привернули увагу керівництва сімферопольської «Таврії» і 30 вересня 2008 Пучков очолив тренерський штаб головної команди Кримського півострова. Привів команду до перемоги у розіграші Кубка України 2009—10. 22 вересня 2010 року після поразки 1:4 від дніпропетровського «Дніпра» у матчі 1/16 фіналу Кубка України Сергія Пучкова було відсторонено від керівництва командою.
18 жовтня 2011 року Сергія Пучкова знову було назначено головним тренером «Севастополя».
З 1 лютого 2013 року — головний тренер «Славутич» (Черкаси).
21 грудня 2016 року офіційно очолив горішньоплавнівський «Гірник-спорт». У січні 2019 року залишив команду через невдалі виступи.
10 червня 2021 року знову очолив сімферопольську «Таврію», яка грала у Другій лізі, але вже через два місяці у вересні був звільнений з посади.
У вересні 2024 року очоливі киргизстанський «Мурас Юнайтед» із міста Джалал-Абад.

## Особисте життя
Одружений, має двох синів та доньку.

## Досягнення

### Як гравця
- Чемпіон СРСР: 1988;
- Володар Кубка СРСР: 1989;
- Включений до переліку «33 найкращих футболісти СРСР»: 1988;

### Як тренера
- Володар Кубка України: 2009—10;
- Переможець Групи Б другої ліги чемпіонату України: 2006–07;
- Володар Кубка Киргизстану: 2024

### Індивідуальні
- Заслужений тренер України: 2010[10]
- Медаль ФФУ «За вагомий внесок у розвиток українського футболу»: 3 червня 2024 року[11]